# Agustín de Luque y Coca
Agustín de Luque y Coca (Málaga, 1850-Hendaya, 1937) fue un militar y político español, ministro de la Guerra y director general de la Guardia Civil.

## Biografía
Nació en Málaga en 1850, hijo de Juan José Luque Ortiz, teniente coronel, y de Juana Coca Ocaña. Ingresó en el Colegio de Infantería de Toledo con catorce años. Al graduarse como alférez, en 1868, participó en la revolución que destronó a Isabel II.
Combatió en la tercera guerra carlista y estuvo destinado en Melilla y en Cuba durante la Guerra Hispano-Estadounidense, donde ascendió a general de división.

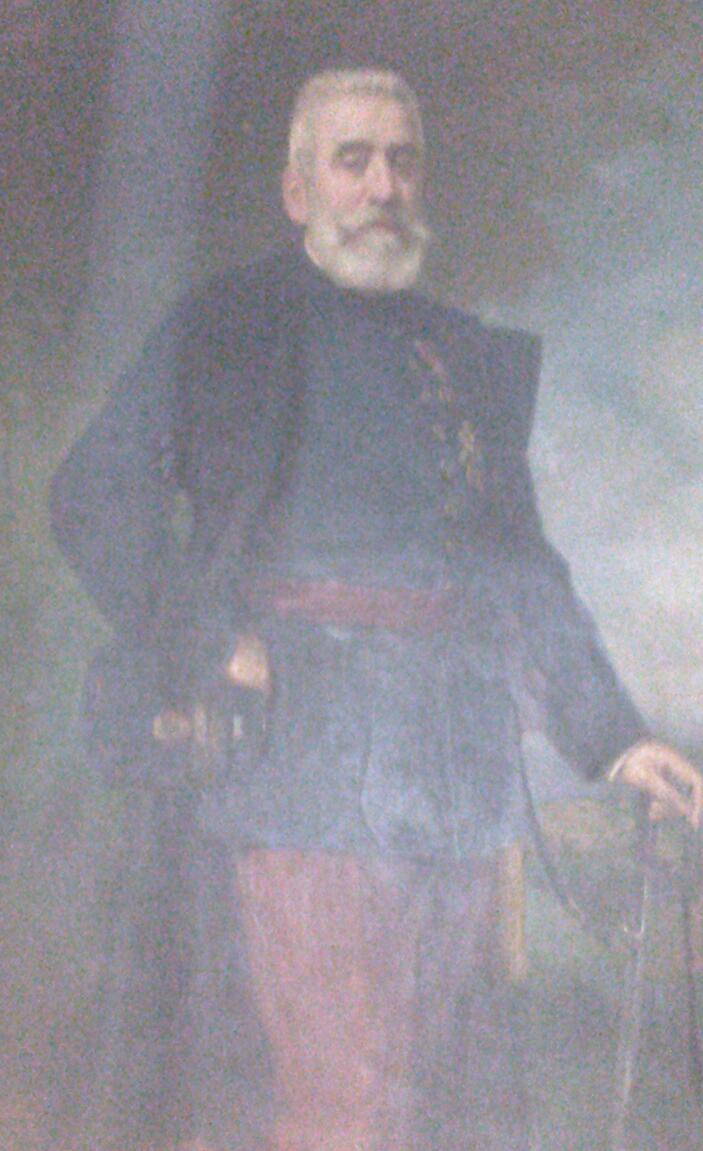
Cuadro de Agustín Luque y Coca

Estuvo vinculado con el republicanismo a través de Manuel Ruiz Zorrilla. Trabajó como jefe de gabinete en el Ministerio de la Guerra, donde llegó a ser ministro por cuatro ocasiones (1905; 1906-1909; 1911 y 1912-1915). Fue senador electo por la provincia de Palencia y Lugo (1905-1908), para, más tarde, ser designado senador vitalicio (1909).
Fue director general de la Guardia Civil en dos ocasiones; entre el 30 de octubre de 1913 y el 10 de diciembre de 1915 y entre el 20 de abril de 1917 y el 26 de junio de 1917. A él se debe la aprobación de la Ley del Servicio Militar Obligatorio. El 6 de octubre de 1920 el ministerio de la Guerra publica un decreto disponiendo el cese del teniente general Agustín Luque y Coca en el cargo de comandante general del Cuerpo y cuartel de Inválidos y su pase a la reserva por haber cumplido la edad reglamentaria.
En 1925 fue nombrado por el dictador Miguel Primo de Rivera presidente de la comisión que elaboró el proyecto de creación del Servicio Nacional de Educación Física, Ciudadana y Premilitar.
Senador en diferentes ocasiones, entre otras en la legislatura 1905-1907. 